# Bombový útok v Manchesteru 1996
Bombový útok v Manchesteru 1996 byl útok Prozatímní IRA provedený 15. června 1996. IRA odpálila silnou 1500 kilogramovou bombu v kamionu v centru Manchesteru. Největší bomba odpálená ve Velké Británii od konce druhé světové války, byla zaměřená proti hospodářským cílům. Podle odhadů pojišťoven způsobila škody za 1,2 miliardy liber a stal se tak třetím nejdražším teroristickým útokem po útocích z 11. září 2001 a bombovém útoku v Bishopsgate 1993.
IRA podala telefonické varování s devadesátiminutovým předstihem. Nejméně 700 lidí bylo evakuováno ze zasažené oblasti, ale pyrotechnici nebyli schopni bombu včas zneškodnit. Přestože výbuch zranil nejméně 200 lidí, nevyžádal si žádné mrtvé.
Od roku 1970 vedla Prozatímní IRA teroristickou kampaň snažící se donutit britskou vládu ke stažení vojenských jednotek ze Severního Irska. Útok odsoudily vlády Irska a Spojeného království stejně jako americký prezident Bill Clinton. Pět dní po útoku se k akci přihlásila Prozatímní IRA, která vyjádřila lítost nad zraněními civilistů.
Pachatelé útoku nebyli dopadeni a Manchesterská policie považuje za nepravděpodobné, že by někdo byl kvůli útoku obviněn.